# Відкритий чемпіонат Австралії з тенісу 1976
Відкритий чемпіонат Австралії з тенісу 1976 — тенісний турнір, що проходив між 26 грудня 1975 та 4 січня 1976 року на трав'яних кортах стадіону Куйонг у Мельбурні, Австралія. Це був 64-й чемпіонат Австралії з тенісу і перший турнір Великого шолома в 1976 році.

## Огляд подій та досягнень
Марк Едмонсон переміг у фіналі минулорічного чемпіона Джона Ньюкома
. Це для нього була перша й остання перемога в турнірах Великого шолома, він також залишається тенісистом з найменшим рейтингом, що зміг виграти мейджор.
В одиничному фіналі в жінок перемогла Івонн Гулагонг Коулі. Це була для неї третя перемога на австралійському чемпіонаті й п'ята в турнірах Великого шолома загалом.
Івонн Гулагонг Коулі перемогла також у парному розряді, граючи з Гелен Гурлей Коулі. Для неї це була вже четверта парна перемога в Австралії й 5-а парна перемога в мейджорах. Гурлей виграла Австралію вдруге й здобула свій другий мейджор.

## Результати фінальних матчів

### Дорослі
| Одиночний розряд. Чоловіки Детальніше                        |                                    |                    |
| Марк Едмонсон                                                | Джон Ньюкомб                       | 6–7, 6–3, 7–6, 6–1 |
|                                                              |                                    |                    |
| Одиночний розряд. Жінки Детальніше                           |                                    |                    |
| Івонн Гулагонг Коулі                                         | Рената Томанова                    | 6–2, 6–2           |
|                                                              |                                    |                    |
| Парний розряд. Чоловіки Детальніше                           |                                    |                    |
| Джон Ньюкомб Тоні Роч                                        | Росс Кейс Джефф Мастерз            | 7–6, 6–4           |
|                                                              |                                    |                    |
| Парний розряд. Жінки Детальніше                              |                                    |                    |
| Івонн Гулагонг Коулі Гелен Гурлей Коулі                      | Леслі Тернер Баурі Рената Томанова | 8–1                |
|                                                              |                                    |                    |
| Мікст                                                        |                                    |                    |
| Між 1970-м та 1985-м змагання в цій категорії не проводилися |                                    |                    |

## Виноски
1. ↑  1976 Men's Singles. Tennis Australia. Архів оригіналу за 29 січня 2011. Процитовано 29 липня 2018.
2. ↑  1976 Women's Singles. Tennis Australia. Архів оригіналу за 30 жовтня 2012. Процитовано 29 липня 2018.
3. ↑  1976 Men's Doubles. Tennis Australia. Архів оригіналу за 17 січня 2013. Процитовано 29 липня 2018.
4. ↑  1976 Women's Doubles. Tennis Australia. Архів оригіналу за 30 жовтня 2012. Процитовано 29 липня 2018.